# Sorina Pintea
Sorina Pintea, née le 13 septembre 1965, est une femme politique roumaine. 
Elle exerce la fonction de ministre de la Santé du pays de janvier 2018 à novembre 2019.

## Biographie
Sorina Pintea rejoint le Parti social-démocrate en 2009. En 2016, elle est élue sénatrice, mais démissionne début 2017 pour retourner travailler en milieu hospitalier,.
Elle est nommée ministre de la Santé du gouvernement Dăncilă le 29 janvier 2018.

## Distinctions
- Commandeur de l’ordre militaire de Roumanie (25 octobre 2017)[1]